# الحزب المتحد للتنمية الوطنية
الحزب المتحد للتنمية الوطنية (بالإنجليزية: United Party for National Development)‏ ويعرف اختصارًا (UPND) هو حزب سياسي ليبرالي في زامبيا، يقوده هاكايندى هيتشيليما الرئيس المنتخب للبلاد. الحزب عضو مراقب في الشبكة الليبرالية الأفريقية.